# جائزة الحماية العالمية
تم إصدار جائزة الحماية العالمية من قبل العديد من الجمعيات الكشفية الوطنية التابعة للمنظمة العالمية للحركة الكشفية ، وتم إنشاؤها بالاشتراك مع الصندوق العالمي للطبيعة ، وهي جزء من استجابة شعبية الكشافة الخضراء. لقد وضعت دول مختلفة معايير أو معايير مختلفة من أجل حصول الكشافة على هذه الجائزة.

## الجهات المنظمة

### المنظمة العالمية للحركة الكشفية
هي منظمة دولية غير حكومية تنظم النشاط الكشفي في معظم دول العالم، أسسها اللورد بادن باول عام 1920 ومشترك بها أكثر من 28 مليون عضو، مقرها الرئيسي في جنيف بسويسرا، وللمنظمة العالمية للحركة الكشفية ثلاثة أقسام رئيسية هي المؤتمر واللجنة والمكتب الرسمي.

### الصندوق العالمي للطبيعة
هي منظمة دولية غير حكومية تعمل على المسائل المتعلقة بالحفاظ والبحث واستعادة البيئة.
عرفت المنظمة سابقا باسم الصندوق العالمي للحياة البرية، وظلت الاسم الرسمي في كندا والولايات المتحدة. وهي أكبرمنظمة في العالم تهتم بالحفاظ المستقل بأكثر من 5 ملايين مؤيد في جميع أنحاء العالم يعملون في أكثر من 100 دولة.

## الكشافة الأمريكية
في الكشافة الأمريكية ، تُمنح جائزة الحماية العالمية على ثلاثة مستويات:
- الشبل: تختلف المتطلبات حسب الرتبة ، ولكن يجب على كشافة على جميع المستويات التعرف على الطبيعة والمشاركة في مشروع الحفاظ على الطبيعة وعلى عرين الكشافة وخاصة في رحلات التخييم. ويجب أن يحصل الكشافة على شارات النشاط الحرجي.[3]
- الكشافة (المرحلة المتوسطة): من خلال الحصول على شارة استحقاق علوم البيئة ، ومن خلال الحصول على شارة استحقاق إدارة التربة وشارة المياه أو إدارة الأسماك والحياة البرية ، وشارة المواطنة في العالم.[4]
- الجوّال: من خلال الحصول على علم البيئة الاختياري لجائزة رينجر وعن طريق إظهار العلاقات البيئية وتعليمها.[5]

### مكان الشارة
يتم وضع الشارة في منتصف الجيب الأيمن للقميص الموحد وبشكل مؤقت.